# Great British Sports Cars

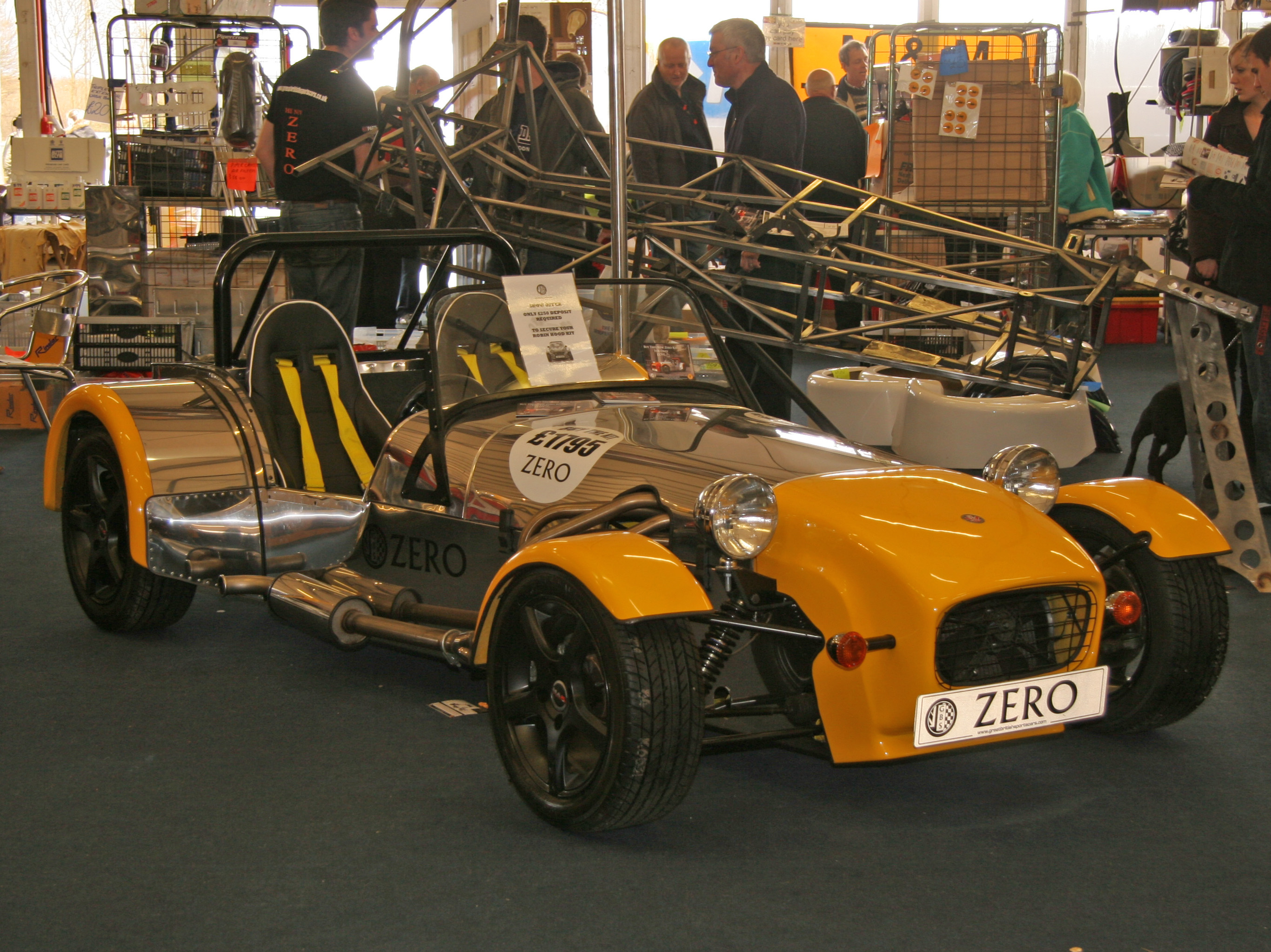
GBS Zero

GBS The Bullet

Great British Sports Cars Limited ist ein britischer Hersteller von Automobilen.

## Unternehmensgeschichte
Das Unternehmen wurde am 5. Mai 2006 in Lincoln in der Grafschaft Lincolnshire gegründet. Ian Kenneth Rowley und Joanne Rowley waren ab 19. September 2006 die Direktoren. Sie übernahmen einige Modelle von Robin Hood Engineering und begannen mit der Produktion von Automobilen und Kits. Der Markenname lautet GBS. Die Direktorenzeit endete am 10. Februar 2010 für Joanne Rowley und am 25. Februar 2010 für Ian Kenneth Rowley. Richard Thomas Hall ist seit 26. Februar 2010 Direktor. Keith Bird war vom 16. März 2010 bis zum 10. Februar 2015 ebenfalls Direktor.
Insgesamt entstanden bisher über 500 Exemplare.

## Fahrzeuge
Der Zero erschien als erstes Modell. Es ist ein Fahrzeug im Stil des Lotus Seven. Die offene Karosserie bietet Platz für zwei Personen nebeneinander. Verschiedene Motoren, darunter ein Vierzylindermotor von Ford, treiben die Fahrzeuge an. Dieses Modell fand bisher etwa 500 Käufer.
Der Spec ist ähnlich konzipiert und erschien im gleichen Jahr. Er hat einen Motor vom Ford Sierra.
Der Project 2 B Plus hat einen Rohrrahmen als Fahrgestell und stand von 2007 bis 2009 im Angebot.
2008 gab es kurzzeitig The Bullet, ein Dreirad mit hinterem Einzelrad.
Seit Oktober 2010 steht der Chubster als Variante des Zero im Angebot. Er ist etwas breiter und flacher. Von diesem Modell entstanden bisher etwa 35 Fahrzeuge.